# Guangzhou International Women's Open 2015
Il  Guangzhou International Women's Open 2015 è stato un torneo di tennis giocato sul cemento all'aperto. È stata la dodicesima edizione del torneo che fa parte della categoria International nell'ambito del WTA Tour 2015. Il torneo si è giocato al Guangdong Olympic Tennis Centre di Canton, in Cina dal 21 al 27 di settembre.

## Partecipanti

### Teste di serie
| Nazionalità | Giocatrice         | Ranking* | Testa di serie |
| ----------- | ------------------ | -------- | -------------- |
| Romania     | Simona Halep       | 2        | 1              |
| Germania    | Andrea Petković    | 17       | 2              |
| Italia      | Sara Errani        | 21       | 3              |
| Serbia      | Jelena Janković    | 25       | 4              |
| Russia      | Svetlana Kuznecova | 40       | 5              |
| Romania     | Monica Niculescu   | 39       | 6              |
| Montenegro  | Danka Kovinić      | 69       | 7              |
| Cina        | Zheng Saisai       | 70       | 8              |

* Ranking al 14 settembre 2015

### Altre partecipanti
Giocatrici che hanno ricevuto una Wild card:
- Zhang Shuai
- Wang Yafan
- Yang Zhaoxuan

Giocatrici passate dalle qualificazioni:

- Ons Jabeur
- Anett Kontaveit
- Petra Martić
- Rebecca Peterson
- Wang Qiang
- Zhang Kailin

## Campionesse

### Singolare
Jelena Janković ha sconfitto in finale  Denisa Allertová con il punteggio di 6–2, 6–0.
- È il quattordicesimo titolo in carriera per la Janković, primo della stagione.

### Doppio
Martina Hingis /  Sania Mirza hanno sconfitto in finale  Xu Shilin /  You Xiaodi con il punteggio di 6–3, 6–1.